# تاریخ شیلی
حدود ۱۰۰۰۰ سال پیش، مردم بومی آمریکایی مهاجر در داخل دره‌های حاصلخیز و در امتداد ساحلی که هم‌اکنون شیلی نامیده می‌شود، ساکن شدند. به‌طور خلاصه، اینکاها امپراتوریشان را تا آنچه امروزه شیلی شمالی خوانده می‌شود
گسترش دادند، اما بایر بودن این ناحیه از گسترش اقامت آن‌ها جلوگیری می‌نمود.

## ورود اروپایی‌ها
در سال ۱۵۲۰، فردیناند ماژلان پرتغالی که می‌کوشید دور زمین را با کشتی طی نماید، گذرگاه جنوبی این ناحیه را کشف نمود که بعد از وی به نام تنگه ماژلان نامیده شد. اروپائی‌های دیگری که به شیلی رسیدند، دیگو د آلماگرو و گروه
فاتحان اسپانیایی وی بودند که در سال ۱۵۳۳ در جستجوی طلا از پرو وارد این ناحیه شدند. آن‌ها با صدها هزار سرخ‌پوست با فرهنگ‌های مختلف در این ناحیه مواجه شدند که شیلی امروزی نیز اکنون نیز برخی از این فرهنگ‌ها را در خود جای
داده‌است. این فرهنگها اصولاً نیازهای خود را از طریق کشاورزی به روش قطع درختان و کشت گیاهان و شکار تأمین می‌نمودند.
فتح شیلی در واقع در سال ۱۵۴۰ آغاز شد و به وسیله پدرو دوالدیویا از افسران (ستوان) فرانچسکو پیزارو انجام گرفت که شهر سانتیاگو را در ۱۲ فوریه، ۱۵۴۱ بنیان نهاد. اما اسپانیایی‌ها طلا و نقره هنگفتی که به دنبال آن بودند در این منطقه
نیافتند، و متوجه توان بالقوه کشاورزی دره مرکزی شیلی شدند، و شیلی به بخشی از نایب السلطنه شیلی تبدیل شد.
فتح سرزمینی که امروزه شیلی خوانده می‌شود تنها به صورت تدریجی انجام شد، و اروپایی‌ها توسط جمعیت محلی این منقطه متحمل شکست‌های پیاپی شدند. قیام گسترده ماپوچه که در سال ۱۵۳۳ آغاز شد به مرگ والدیویا و تخریب
بسیاری از مستعمرات اصلی در این نقطه منجر گردید. قیامهای اصلی بعدی در سال‌های ۱۵۹۸ و ۱۶۵۵ رخ داد. هرگاه که ماپوچه‌ها و دیگر گروه‌های بومی شورش می‌نمودند، مرز جنوبی این مستعمره به سمت شمال جابجا می‌گردید. لغو برده
داری در سال ۱۶۸۳ از تنشها در مرز بین مستعمره و سرزمین ماپوچه‌ها تا بخش جنوب کاست، و اجازه داد تا تجارت بین استعمارگران و ماپوچه‌ها افزایش یابد.

## مبارزات استقلال
انگیزه برای کسب استقلال از اسپانیا در اثر غصب تخت و تاج اسپانیا از سوی ژوزف برادر ناپلئون در سال ۱۸۰۸ تسریع شد. یک شورای سیاسی ملی تحت عنوان فردیناند- وارث شاه مخلوع- در ۱۸ سپتامبر، ۱۸۱۰ تشکیل شد. شورای
سیاسی (هونتا) شیلی را به عنوان یک جمهوری خودمختار در پادشاهی اسپانیا اعلام نمود. جنبش برای کسب استقلال کامل به زودی طرفداران فراوانی به دست آورد. تلاشهای اسپانیایی‌ها برای تحمیل دوباره حکومت اجباری طی اقدامی که
«تسخیر دوباره» نامیده می‌شد، باعث یک مبارزه طولانی مدت شد.
نبرد متناوب تا سال ۱۸۱۷ ادامه یافت، زمانی که ارتشی به رهبری برناردو اوهیگینز، وطنپرست‌ترین فرد سرشناس در شیلی، و خوزه دسن مارتین، قهرمان نبرد استقلال آرژانتین، در کوه‌های آند شیلی با نیروهای سلطنتی درگیر شده و آن‌ها را
شکست دادند. در ۱۲ فوریه ۱۸۱۸، شیلی تحت رهبری اوهیگینز به عنوان یک جمهوری مستقل اعلام موجودیت نمود. شورش سیاسی تغییر اجتماعی اندکی پدیدآورد، واما، جامعه شیلی در سدهٔ نوزدهم ماهیت ساختار طبقاتی اجتماعی
استعماری را حفظ نمود که عمدتاً تحت نفوذ سیاست‌های خانوادگی و کلیسای کاتولیک رم قرار داشت. سرانجام یک ریاست جمهوری قوی به وجود آمد، اما ملاکان ثروتمند شدیداً قدرتمند باقی‌ماندند.
در اواخر قرن نوزدهم، دولت سانتیاگو جایگاه خود را در جنوب از طریق سرکوب بیرحمانه سرخ‌پوستان ماپوچی تحکیم بخشید. در سال ۱۸۸۱، این کشور پیمانی با آرژانتین جهت تأیید حاکمیت شیلی بر تنگه ماژلان منعقد نمود. در نتیجه جنگ
پاسیفیک با پرو و بولیوی (۱۸۷۹ تا ۱۸۸۳)، شیلی حاکمیت خود را در بخش شمالی تا حدود یک سوم میزان قبلی گسترش داد که ضمن آن دسترسی بولیوی به اقیانوس آرام از بین می‌رفت، و شیلی به ذخایر ارزشمند نیترات دست می‌یافت
که بهره‌برداری از آن موجب یک دوره بابرکت برای کشور شد.
جنگ داخلی شیلی در سال ۱۸۹۱ منجر به توزیع مجدد قدرت بین رئیس‌جمهوره و کنگره شد، و شیلی یک حکومت دموکراسی به سبک پارلمانی برقرار نمود. اما، جنگ داخلی نیز یک جدال بین آنهایی بود که خواستار توسعه صنایع محلی و
سودهای بانکی فراوان برای شیلی به خصوص کاخ ادواردها بودند که مناسبات محکمی با سرمایه‌گذاران خارجی داشت. از این رو تا حدودی اقتصاد شیلی به یک نظام حافظ منافع گروه اقلیت حاکم تنزل یافت. از دههٔ ۱۹۲۰، طبقه متوسط و
طبقه کارگر موجود به حدکافی قدرت به دست آوردند تا یک رئیس‌جمهور اصلاح‌طلب انتخاب نمایند یعنی آرتورو الساندری پالما، که برنامه وی کنگره محافظه کار را آشفته ساخت. شیوه‌های اصلاح طلبی الساندر پالما تاحدودی بعداً از سوی
برخی عناصر اتحادیه موسیلینی کشور ایتالیا مورد تحسین واقع شد. در دهه ۱۹۲۰، گروه‌های مارکسیست با پشتیبانی عموم مردم به‌پاخاستند.
کودتای نظامی به رهبری ژنرال اوئی آلتامیرانو در سال ۱۹۲۴، دوره‌ای از بی‌ثباتی شدید سیاسی را به بار آورد که تا سال ۱۹۳۹ به طول انجامید. طولانی‌ترین دولتهای ده ساله در میان آن سال‌ها مربوط به ژنرال کارلوس ایبانیز دلکامپو بود که در
سال ۱۹۲۵ به‌طور موقت قدرت را به دست گرفت و دوباره بین سال‌های ۱۹۲۷ و ۱۹۳۱ تحت عنوان یک استبداد غیررسمی برسر کارآمد، اما واقعاً از لحاظ خشونت یا فساد همچون یک استبداد نظامی نبود که اغلب گریبانگیر باقی کشورهای
آمریکای لاتین می‌شد، و قطعاً قابل قیاس با رژیم سرکوبگر آگوستو پینوشه در دهه‌های اخیر نبوده‌است. ایبانیز دلکامپو، با تسلیم قدرت به شکل دموکراتیک به جانشین منتخب خود احترامی را در یک سطح کافی در بین بخشی از جمعیت حفظ
نمود تا به عنوان یک دولتمرد قابل برای بیش از ۳۰سال باقی بماند، با وجود ماهیت پوچ و متزلزلی که ایدئولوژی می‌داشت. زمانی که حکومت مشروطه در سال۱۹۳۲ برقرار گردید، یک حزب قوی طبقه متوسط، رادیکالها به وجود آمد. این حزب
طی ۲۰سال بعد، نیروی کلیدی برای دولتهای ائتلافی بود. طی دوره غلبه حزب رادیکال (۵۲–۱۹۳۲)، کشور نقش خود را در بخش اقتصاد افزایش داد. در سال۱۹۵۲، رای‌دهندگان روی خود را به سوی ایبانیز دلکامپو برگرداندند، که هم‌اکنون به
شکل یک نوع خوآن پرون| پرون شیلیایی حلول کرده بود، تا پست دولت را برای ۶سال بعد احراز نماید. خورخه الساندر در سال ۱۹۵۸ جانشین ایبانیز دلکامپو شد، که محافظه کاری شیلیایی را به‌طور دموکراتیک برای دوره دیگر حکومت به آن بازمی‌گرداند.
در سال ۱۹۶۴ انتخابات ریاست جمهوری، ادواردو فری مونتالوا از حزب دموکرات مسیحی شیلی| دموکرات مسیحی با احراز اکثریت مطلق آراء یک دوره اصلاحات عمده را آغاز نمود. تحت عنوان شعار «انقلاب در آزادی»، دولت فری به برنامه‌های
دور از دسترس اجتماعی و اقتصادی به خصوص در زمینه‌های آموزش، مسکن، و اصلاحات کشاورزی، از جمله اتحادیه بندی روستای کارگران کشاورزی پرداخت. اما، در سال ۱۹۶۷، فری با مخالفت فزاینده از سوی چپگرایانی مواجه شد که وی را
متهم می‌نمودند به آن که اصلاحات وی ناکارآمد است، و از سوی محافظه کاران، که اصلاحات وی را افراطی می‌دانستند. در پایان دوره ریاست جمهوری وی، فری به اهداف متعدد ارزشمندی دست یافته بود، اما نتوانسته بود به اهداف مورد نظر حزب خود به‌طور کامل دست یابد.

## دولت آلنده
در سال ۱۹۷۰، سناتور سالوادور آلنده گوسنز، یک پزشک مارکسیست و عضو حزب سوسیالیست شیلی که رهبر «اتحاد خلق» (UP یا «یونیداد پاپیولار») ائتلاف احزاب سوسیالیست، کمونیست، و سوسیال- دموکرات بود، در کنار دموکرات
مسیحی‌های مخالف، جنبش اقدام واحد خلق (MAPU)، و فعالیت مستقل خلق، اکثریت آراء را در یک مبارزه سه طرفه به دست آورد. با وجود فشارهای دولت آمریکا، کنگره ملی شیلی با حفظ سنت قدیمی خود، با گرفتن آراء نهایی بین
نامزدهای سرشناس یعنی آلنده و رئیس‌جمهور سابق خورخه الساندر، تکلیف این مقام را معلوم نمود، و آلنده را با یک رای با نسبت ۱۵۳ به ۳۵ برای این پست انتخاب نمود. فری از تشکیل اتحاد با الساندری خودداری نمود تا با آلنده مخالفت
کند، به شرط آن که دموکرات مسیحی‌ها که یک حزب کارگری بودند نتوانند با اقلیتهای حاکم به هدف مشترک خود برسند.
برنامه آلنده شامل ارتقاء منافع کارگران؛ اجرای کامل اصلاحات کشاورزی؛ بازسازی اقتصاد ملی به بخش‌های سوسیالیستی، ترکیبی و خصوصی؛ سیاست خارجی «استحکام بین‌المللی» و استقلال ملی؛ و یک نظام جدید تأسیس («کشور
مردمی» یا «خلق توانا»)، و از جمله مؤسسه کنگره دارای مجلس واحد بود. سخنران اتحاد خلق همچنین خواستار ملی شدن مالکیت بیگانه (آمریکا) در معادن اصلی مس در شیلی شد.
یک رکود اقتصادی در سال ۱۹۶۷ آغاز شد و در سال۱۹۷۰ به اوج خود رسید، و با فرار سرمایه، تنزل سرمایه‌گذاری خصوصی، و خروج دارائی‌های بانکی از سوی افراد معترض به برنامه سوسیالیستی آلنده، تشدید گردید. تولید کاهش و بیکاری
افزایش یافت. آلنده اقداماتی را از جمله تثبیت قیمتها، افزایش دستمزدها، و اصلاحات مالیاتی را انجام داد که اثر آن افزایش هزینه مصرف‌کننده و توزیع مجدد نزولی درآمد بود. برنامه‌های مشترک دولتی- خصوصی امور عمومی به کاهش بیکاری
کمک نمود. بیشتر بخش بانکداری ملی شد. بسیاری از شرکت‌های موجود در صنایع مس، زغالسنگ، آهن، نیترات، و فولاد سلب مالکیت شدند، ملی شده، یا تحت نظارت و دخالت دولت قرار گرفتند. خروجی بخش صنعتی به سرعت افزایش
یافت، و بیکاری طی سال اول دوران دولت آلنده افت نمود. 
اصلاحات دیگری که طی اوایل دوره زمامداری آلنده اجراء شد عبارت‌اند از توزیع مجدد میلیون‌ها هکتار زمین بین کارگزان کشاورزی بدون زمین به عنوان بخشی از برنامه
اصلاحات کشاورزی، دادن مواجب معوقه نیروهای مسلح ضمن افزایش پرداخت، و تأمین شیر رایگان برای کودکان. اتحادیه توسعه خلق هندیها و مؤسسه فنی ماپوچه برای پاسخگوئی به نیازهای جمعیت بومی شیلی پایه‌گذاری شدند.
ملی سازی صنایع مس تحت مالکیت بیگانه (خصوصاً شرکت‌های آمریکایی) سبب تنشهای فزاینده با آمریکا شد. دولت نیکسون فشار مالی بین‌المللی را به منظور محدودسازی اعتبار اقتصادی شیلی بر آن‌ها وارد ساخت. به‌طور هم‌زمان، سازمان
سیا هزینه‌هایی را برای ایجاد رسانه‌ها، سیاست‌مداران، و سازمان‌های مخالف و برای کمک به تسریع مبارزه برای ایجاد بی‌ثباتی در شیلی اختصاص داد. از سال۱۹۷۲، پیشرفت اقتصادی سال اول دوره زمامداری آلنده جهت معکوس گرفت و
اقتصاد درگیر بحران شد. قطبی شدن سیاسی افزایش یافت، و تحرکات دو گروه موافق و مخالف حکومت که اغلب به درگیری‌ها منجر می‌شد، شایع گردید.
تا اوایل سال ۱۹۷۳، تورم از کنترل خارج شد. اقتصاد خزنده بیشتر در اثر اقدام اعتصاب| اعتصابات گهگاه و هم‌زمان پزشکان، معملمین، دانشجویان، کامیونداران، کارگران معادن مس، و گروه شاغلین بخش‌های کوچک رو به وخامت
نهاد.
در طول ریاست جمهوری آلنده، وی در تقابل و تعارض با کنگره ملی شیلی که اکثریت حزب دمکرات مسیحی آن را در اختیار داشتند، بود.
دمکرات مسیحیها از رهبری آنده بسوی ایجاد دیکتاتوری مشابه کوبا و نیز بسیاری از
سیاستهای رادیکالی وی انتقاد داشتند.
آلنده سیاست‌های سوسیالیستی را بیشتر و بیشتر پیش برد و در هراس از آمریکا، خود را بسوی کوبا کشاند.
در ژوئن ۱۹۷۳، سرهنگ روبرتو سوپر کاخ ریاست جمهوری را با تانک محاصره نمود اما این
کودتا با شکست روبرو شد. در ماه مه۱۹۷۳، دیوان عالی شیلی، دولت آلنده را به ناتوانی در اجرای عدالت عمومی بخاطر عدم اجازه به پلیس جهت اجرای مقررات و عدالت محکوم نمود.
در اوت ۱۹۷۳، اعضای حزب ملی و دمکرات مسیحی
مجلس نمایندگان شیلی، قطعنامه‌ای را تصویب کرد تا دولت سریعاً از نقض قانون اساسی خودداری نموده و دوباره به سوی رعایت قانون و دمکراسی پیش رود. همچنین این قطعنامه آلنده را بخاطر ایجاد نیروی نظامی جدید وابسته به خود،
محکوم نمود.
آلنده به جای بازگشت بسوی قانونمداری، در اوایل سپتامبر ۱۹۷۳اعلام کردکه برای اصلاح قانون اساسی یک همه‌پرسی برگزار خواهد نمود اما موفق به ارائة آن نشد. به دلیل نقض مکرر قانون اساسی و پافشاری در ادامه آن، در یازدهم سپتامبر ۱۹۷۳، ارتشیان با کودتا دولت آلنده را برکنار نمودند.

## کودتای پینوشه
ارتش با کودتای نظامی آلنده را در ۱۱ سپتامبر ۱۹۷۳ برکنار نمود. نیروهای مسلح کاخ ریاست جمهوری (پالاسیو لاموندا)، را بمباران نمودند. پس از بمباران جسد آلنده در کاخ ریاست جمهوری یافت شد.
دولت نظامی به ریاست ژنرال آگوستو پینوشه اوگارته، کنترل کشور را به دست گرفت. دوران حکومت وی با تجاوزات به حقوق بشر همراه بوده‌است. در اکتبر۱۹۷۳، دست کم ۷۰ نفر به وسیله کاروان مرگ به قتل رسیدند. حداقل یک هزار نفر
طی شش‌ماهه اول حکومت پینوشه اعدام شدند، و بر اساس گزارش رتیگ ریپورت، دست کم دوهزارنفر دیگر طی ششماهه بعدی این سال‌ها کشته شدند. ۳۰بر طبق تحقیقات انجام شده از سوی کمیسیون والچ۲۰۰۴، ۳۰۰۰۰هزار نفر مجبور
شدند تا کشور را ترک نمایند، و ده‌ها هزار نفر از مردم بازداشت و شکنجه شدند. قربانیان در اغلب در منزل بازداشت و به یکی از ۳۰ بازداشتگاه منتقل و شکنجه می‌شدند. قانون اساسی جدید از طریق یک همه‌پرسی بسیار نامنظم و غیر
دموکراتیک در غیاب فهرستهای ثبت آراء در ۱۱ دسامبر ۱۹۸۰ تصویب شد و ژنرال پینوشه برای یک دوره ۸ ساله رئیس‌جمهور جمهوری شیلی گردید.
در اواخر دهه۱۹۸۰، رژیم تدریجاً آزادی بیشتری را به مجمع و جامعه داد تا شامل اتحادیه تجاری و فعالیت‌های محدود شده سیاسی می‌شد. طی مدت تقریباً ۱۷ سالی که پینوشه قدرت را در دست داشت، شیلی از یک تمرکز اقتصاد در دست
دولت به سوی یک اقتصاد بازار آزاد حرکتا نمود که شاهد افزایش در سرمایه‌گذاری خصوصی داخلی و خارجی بود، اما صنعت مس و دیگر منابع مهم معدنی به مالکیت خارجی بازنگشت. در یک همه‌پرسی در ۵ اکتبر، ۱۹۸۸، ژنرال پینوشه در
دوره دوم ۸ ساله ریاست جمهوری خود با نسبت (۵۶٪ در برابر ۴۴٪اراء مردم) رد شد. مردم شیلی یک ریئس جمهور جدید و اکثریت اعضای کنگره با دو مجلس را در ۱۴ دسامبر ۱۹۸۹ را انتخاب نمودند. پاتریشیو آیلوین، از حزب دموکرات مسیحی
نامزد یک ائتلاف متشکل از ۱۷ حزب تحت عنوان «ائتلاف احزاب برای دموکراسی (کنسرتاسیون)» بود که اکثریت مطلق (۵۵٪) آراء را احراز نمود. رئیس‌جمهور آیلوین از سال ۱۹۹۰ تا ۱۹۹۴ که به عنوان یک دوره انتقالی محسوب می‌شود، رئیس‌جمهور بود.
در دسامبر ۱۹۹۳، ادوارد فری روئیز- تاگله از حزب دموکرات مسیحی، پسر رئیس‌جمهور قبلی ادواردو فری مونتالوا، ائتلاف کنسرتاسیون را با اکثریت مطلق (۵۸٪) آراء به پیروزی رساند. فری روئیز- تاگله در سال ۲۰۰۰ توسط ریکاردو لاگوس
سوسیالیست موفق شد که در انتخابات ریاست جمهوری در انتخابات نهایی بی‌سابقه‌ای در برابر ژوکوئین لاوین از راستگرایان حزب اتحاد برای شیلی پیروز شود. در ژانویه ۲۰۰۶، مردم شیلی اولین رئیس‌جمهور زن خود، میشله باچلت، را از
حزب سوسیالیست انتخاب نمایند. او در ۱۱ مارس ۲۰۰۶ سوگند ریاست جمهوری را ادا نمود، و به این ترتیب حکومت ائتلاف «کنسرتاسیون» برای چهارسال دیگر ادامه یافت.
در سال‌های اخبر تلاشهایی برای محاکمه پینوشه و عوامل شکنجه در شیلی صورت گرفت که بی‌ثمر ماند.